# Савков Юхим Михайлович
Юхим Михайлович Савков (1902 — 1978, місто Москва) — радянський профспілковий діяч, голова ЦК профспілки робітників вугільної промисловості Донбасу. Кандидат у члени ЦК КП(б)У в травні 1940 — січні 1949 р.

## Життєпис
Трудову діяльність розпочав шахтарем на шахтах Донбасу.
Член ВКП(б) з 1927 року.
Перебував на відповідальній профспілковій роботі.
З 1939? року (затверджений повторно в квітні 1945 року) — голова ЦК профспілки робітників вугільної промисловості Донбасу в місті Сталіно.
У березні 1944 — квітні 1949 р. — член Президії ВЦРПС, завідувач житлово-побутового відділу ВЦРПС.
У квітні 1949 — червні 1954 р. — голова Ревізійної комісії ВЦРПС.
Працював директором видавництва газети «Труд» у Москві.
Потім — на пенсії. Помер на початку грудня 1978 року.